# Apogonichthyoides nigripinnis
Apogonichthyoides nigripinnis és una espècie de peix pertanyent a la família dels apogònids.

## Descripció
- Pot arribar a fer 10 cm de llargària màxima.
- Té una franja vertical a sota de cada aleta dorsal i a la base de l'aleta caudal (en pot tindre una quarta entre la segona dorsal i la base de la caudal).
- Presenta una gran taca per damunt de les aletes pectorals.
- Aletes pèlviques negres, pectorals clares i les altres fosques.
- 8 espines i 8-9 radis tous a l'aleta dorsal i 2 espines i 7-8 radis tous a l'anal.[5]

## Reproducció
Els mascles incuben els ous dins llurs boques.

## Alimentació
Menja zooplàncton durant la nit.

## Hàbitat
És un peix marí, associat als esculls i de clima subtropical que viu entre 1 i 50 m de fondària.

## Distribució geogràfica
Es troba a Austràlia, Egipte, Hong Kong, Indonèsia, l'Iran, Moçambic, Oman, Palau, el Sudan i Taiwan. Ha colonitzat la Mediterrània oriental (Xipre, Israel i Turquia) a través del Canal de Suez.

## Observacions
És inofensiu per als humans, de costums nocturns i ha estat criat en captivitat.